# Краснокрылые чечевичники
Краснокрылые чечевичники (лат. Rhodopechys) — род воробьиных птиц семейства вьюрковых (Fringillidae).

### Описание
Краснокрылый чечевичник — крупный вьюрок (30 — 45 грамм), с толстым коническим клювом, длинными крыльями и коротким хвостом с вырезкой. Общая окраска верха коричневато-охристая, низ белый с розоватым налётом, на чёрном крыле — красновато-розовое «зеркальце». Самка отличается от самца отсутствием «шапочки» на голове. На земле кажется грузным и медлительным, в полёте — стремительным.

### Обитание
Обитает в горных лесах, а в частности в горных районах Северной Африки, Передней и Средней Азии.

### Гнёзда
В 1961 году в Западном Тянь-Шане было найдено первое в мире его гнездо с кладкой. Гнёзда — под камнями или внутри подушковидного высокогорного эспарцета колючего. Кладку из 4—6 бледно-голубых яиц насиживает самка. Она же в первые дни обогревает птенцов, а самец носит корм. Птенцы покидают гнездо на 16 день.

## Виды
Международный союз орнитологов относит к роду 2 вида:
- Краснокрылый чечевичник Rhodopechys sanguineus (Gould, 1838)
- Rhodopechys alienus Whitaker, 1897 — встречается в горах Атлас в Марокко

Ранее к данному роду относили  буланного вьюрка под латинским названием Rhodopechys obsoleta.  Международный союз орнитологов выделяет данный вид в монотипический род Rhodospiza. Однако согласно исследованиям Заморы с соавторами, выполненным на основании последовательностей ДНК, буланый вьюрок должен быть отнесен  к роду Carduelis, где особо близок к зеленушками, составляя с ними подрод Chloris (Ch. chloris и Ch. sinica).
Пустынный снегирь и монгольский снегирь также долгое время относились  к роду Rhodopechys, однако теперь их относят к роду  Bucanetes.